# Choroterpes mairena
Choroterpes mairena is een haft uit de familie Leptophlebiidae. De wetenschappelijke naam van de soort is voor het eerst geldig gepubliceerd in 2006 door Avila & Flowers.
De soort komt voor in het Neotropisch gebied.